# Theodor Ernst Mommsen
Theodor Ernst Mommsen (* 11. Juli 1905 in Berlin; † 18. Juli 1958 in Ithaca, New York) war ein deutscher Historiker.

Der Enkel von Theodor Mommsen und Neffe von Max Weber und Alfred Weber studierte an den Universitäten Heidelberg, Wien sowie Berlin und wurde 1929 mit der Arbeit Studien zum Ideengehalt der deutschen Außenpolitik im Zeitalter der Ottonen und Salier promoviert. In seiner Dissertation behandelte er die Frage nach der Einwirkung universaler Momente auf die Herrschaftsvorstellungen des hochmittelalterlichen Kaisertums. 1930 wurde er Mitarbeiter der Monumenta Germaniae Historica. Für die Ergänzung der noch ausstehenden Materialbände Ludwigs des Bayern und Karls IV. unternahm er zunächst nach Süddeutschland und dem Elsass, später nach Florenz, Bologna und Modena ausgedehnte Archivreisen. 1936 emigrierte er in die USA. Von 1938 bis 1942 war er Assistent an der Yale University und wechselte 1942 an die Groton School, wo er auch Vorlesungen für amerikanische Soldaten und deutsche Kriegsgefangene abhielt. 1946 wurde er an die Universität Princeton berufen. 1954 wurde er ordentlicher Professor an der Cornell University. Er stand in freundschaftlicher Verbindung mit Ernst Kantorowicz. 1958 nahm er sich das Leben. Die Motive hierfür lassen sich nicht aufklären. Lenbachs Porträt seines Großvaters, das in seinem Arbeitszimmer hing, hat er 1955 der Freien Universität Berlin überlassen.
Mommsen befasste sich intensiv mit Francesco Petrarca, dem er zahlreiche Studien widmete, darunter eine Edition des Testamentum mit englischer Übersetzung. Seine Ergebnisse aus den zahlreichen Archivstudien in Italien wurden in dem Sammelband Italienische Analekten zur Reichsgeschichte des 14. Jahrhunderts (1310–1378) vorgelegt.

## Schriften (Auswahl)
- Studien zum Ideengehalt der deutschen Außenpolitik im Zeitalter der Ottonen und Salier. Ebering, Berlin 1930 (Berlin, Universität, Dissertation, 1930).
- mit  Wolfgang Hagemann: Italienische Analekten zur Reichsgeschichte des 14. Jahrhunderts (1310–1378) (= Schriften der Monumenta Germaniae Historica. Bd. 11, ISSN 0080-6951). Hiersemann, Stuttgart 1952.
- Medieval and Renaissance Studies. Herausgegeben von Eugene F. Rice, jr. Cornell University Press, Ithaca NY 1959 (Reissued. ebenda 1966).